# Trichosporiella
Trichosporiella is een  geslacht van schimmels uit stam Ascomycota. De familie is nog niet eenduidig bepaald (incertae sedis).

## Soorten
Volgens Index Fungorum telt het geslacht vier soorten (peildatum januari 2022):
| Soortnaam                     | Auteur(s)                               | Publicatiejaar |
| ----------------------------- | --------------------------------------- | -------------- |
| Trichosporiella cerebriformis | (G.A. de Vries & Kleine-Natrop) W. Gams | 1971           |
| Trichosporiella flavificans   | (Nakase) de Hoog, Rodr. Mir. & Oorschot | 1985           |
| Trichosporiella multisporum   | Sigler & Currah                         | 1987           |
| Trichosporiella ornithopoda   | Oorschot & de Hoog                      | 1981           |